# Natalia Leśniak
Natalia Leśniak (* 10. Juli 1991 in Sucha Beskidzka) ist eine polnische Bogenschützin.

## Karriere
Natalia Leśniak vertrat Polen bei den Olympischen Spielen 2012 in London. Im Einzelwettbewerb belegte sie den 33. Platz. Bei den Europameisterschaften 2014 gewann sie Silber im Einzel und Bronze mit der Mannschaft. 2016 wurde Leśniak bei den Hallenweltmeisterschaften in Ankara im Einzel und mit der Mannschaft jeweils Zweite. Im Folgejahr wurde sie bei den Halleneuropameisterschaften in Vittel mit der Mannschaft Europameisterin.
Sie gehörte dem Club LKS Lucznik Zywiec an.